# عقاب خونین

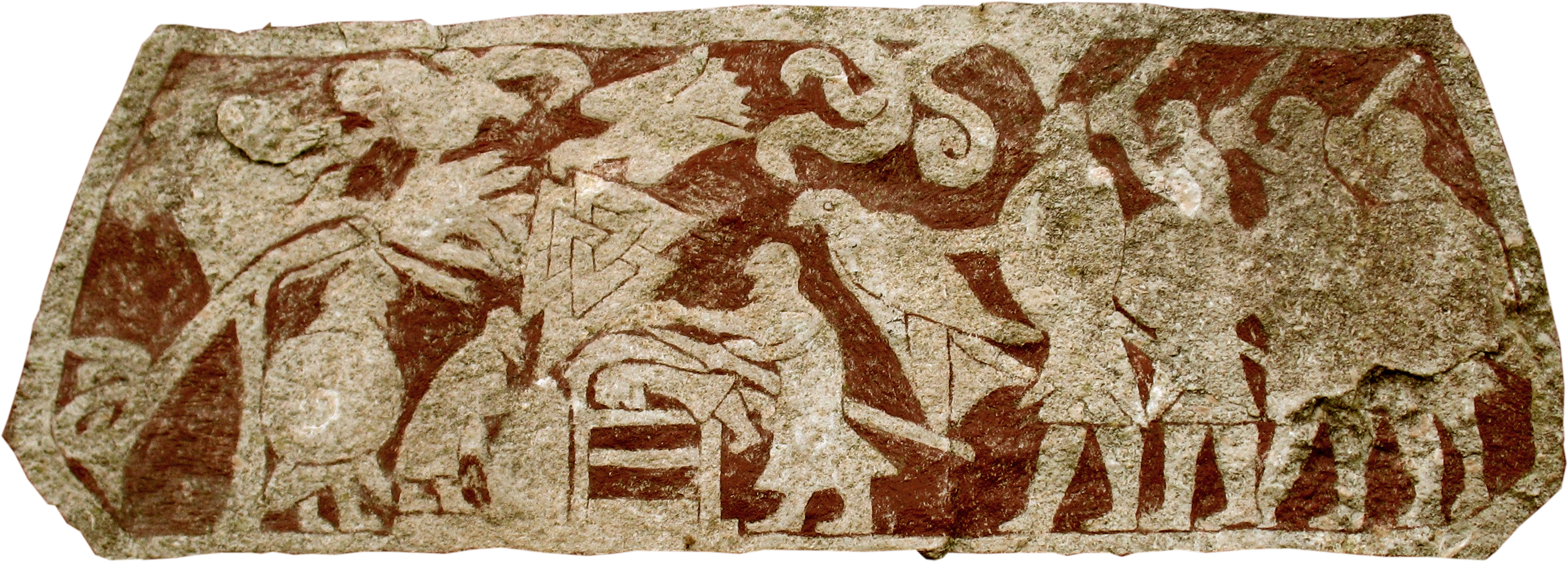
مراسم عقاب خونی در حال اجرا است.

عُقاب خونی یک روش سلاخی است که در حماسه‌ها قربانی اغلب یک فرد از خانوادهٔ شاهانه (اشرافی) است به زانو با دست بسته نشسته خواهد شد و ابتدا جلاد دنده‌ها را بیرون آورده تا شش‌ها نمایان شود و ظاهری مانند دو بال بسازد. البته وجود آن اثبات تاریخی نشده است.